# Dufftown (distillerie)
Pour la localité, voir Dufftown.
La distillerie de Dufftown est une des nombreuses distilleries de Dufftown, un burgh du Banffshire, en Écosse.

## Histoire
Cet ancien moulin fut converti en distillerie de whisky de malt par la société Dufftown-Glenlivet Distillery en 1896. À peine un an plus tard, elle fut rachetée par MacKenzie & Co, qui possédait déjà la distillerie de Blair Athol à Pitlochry. Arthur Bell & Sons racheta ces deux distilleries en 1933, et utilisa principalement le whisky de Dufftown pour son blend Bell's. En 1974, deux nouveaux alambics virent en renfort des deux existants, puis encore deux supplémentaire en 1979, portant la capacité de production à 4 000 000 litres par an. Depuis 1985, la distillerie appartient à United Distillers, qui fusionna en 1998 avec International Distillers and Vintners, aujourd'hui filiale de Diageo.

## Produits
La maison produit un douze ans d'âge, un quinze ans d'âge et un dix-huit ans d'âge. Ces single malts sont tous à 40% d'alcool. Le douze ans d'âge est considéré comme un classique de Speyside.